# 加布里埃爾·拉馬南楚阿
加布里埃爾·拉馬南楚阿（法語：Gabriel Ramanantsoa；1906年4月13日—1979年5月9日)，是馬達拉斯加自1972年至1975年間的总统和总理。
加布里埃爾·拉馬南楚阿是梅里納人，来自一個富裕家庭。他曾在是法国军队擔任職業軍官。马达加斯加独立後，他加入了马达加斯加國軍，升任少將。在1972年5月，在大规模的政治抗议活动中，他成为國家总理。而几个月后，时任总统的菲利贝尔·齐拉纳纳放弃权力，拉马南楚阿於1972年10月11日成为总统。他试图启动政治和解。
1972年12月15日，拉馬南楚阿政府宣布與中華民國斷交。
1974年12月，他的政府差點被推翻。1975年2月5日，拉馬南楚阿辞職。

## 另見
- 菲利贝尔·齐拉纳纳
- 中華民國與馬達加斯加關係

1. ↑  . Madagate.com. 2014-02-14  [2017-10-15]. （原始内容存档于2017-10-15）.